# 3871 Reiz
3871 Reiz (1982 DR2) là một tiểu hành tinh vành đai chính được phát hiện ngày 18 tháng 2 năm 1982 bởi R. M. West ở La Silla.